# Die Nacht der Schreie
Die Nacht der Schreie ist ein US-amerikanischer Horrorfilm von Jeff Burr aus dem Jahr 1987. Die Hauptrollen übernahmen Vincent Price, Clu Gulager und Susan Tyrrell.

## Handlung
Im Gefängnis von Oldfield wird die Serienkillerin Katherine White hingerichtet. Die Reporterin Beth Chandler wohnt der Hinrichtung bei und besucht im Anschluss deren Onkel, den Bibliothekar Julian White. Dieser erzählt ihr vier grauenvolle Geschichten, die als Beispiele dafür gelten, dass die Geschichte Oldfields mit Blut geschrieben wurde.
Stanley Burnside
Die erste Geschichte handelt schüchternen Stanley Burnside, dem Angestellten einer Firma der unsterblich in seine Arbeitskollegin Grace Scott verliebt ist. Eines Abends lädt er Grace in ein Restaurant ein um ihr seine Gefühle zu offenbaren, doch Grace scheint zunehmend gelangweilt und hegt kein Interesse an ihm. Auf dem Weg nach Hause versucht er sich an ihr zu vergehen, doch als Grace sich zur Wehr setzt tötet er sie im Eifer des Gefechts, wirft die Leiche aus dem Wagen und fährt davon.
In der Nacht vor der Beisetzung bricht Stanley in das Beerdigungsinstitut ein und vergeht sich an der im offenen Sarg aufgebahrten Grace. Am Abend nach der Beisetzung klettert eine Kreatur aus Grace’ Grab und begibt sich zum Haus der Burnsides, wo Stanley gerade ein Eisbad für seine kranke Schwester, die er pflegt vorbereitet. In seinem Wahn tötet Stanley seine Schwester Eileen, indem er sie im Wasser ertränkt und anschließend die Treppe hinunter stößt. Daraufhin erscheint die Kreatur vor Stanley. Es stellt sich heraus, dass es ein Stanley in seinem nekrophilen Anfall gezeugtes Baby ist, das aus dem Grab entstiegen ist. Baby Burnside stürmt auf den entsetzten Stanley zu und tötet diesen.
Wieder in der Rahmenhandlung glaubt Beth Julian nicht ein einziges Wort seiner Geschichte und tut dies als Märchen ab. Julian erzählt ihr daraufhin die nächste Geschichte:
Jesse Hardwick
Jesse Hardwick ist ein krimineller Gauner, der von seiner Freundin verraten und verlassen wurde. Auf der Flucht vor den McCoy Brüdern wird er von diesen angeschossen und schleppt sich mit letzter Kraft durch den Wald und den Sumpf. Dabei wird er von dem Einsiedler Felder Evans gerettet und gesund gepflegt.
Jesse beschließt erst einmal bei Evans zu bleiben und unterzutauchen. Er beobachtet den Einsiedler eine Weile und sieht, dass dieser seltsame Rituale vollführt. Von Jesse zur Rede gestellt erklärt Evans, dass er ein Elixier besäße, das das Leben verlängert. Bei richtiger Dosierung und Einnahme könnte man den Tod umgehen. Jesse zwingt Evans ihn einzuweihen, worauf dieser eingeht.
Evans weiht den Gauner in die Rituale ein. Aber Jesse will mehr: Er will das Elixier. Er schlägt Evans nieder und will ihn im Sumpf loswerden, doch Evans kommt zurück. Er überrascht Jesse, als dieser das Elixier sucht, und schlägt diesen nieder. Er fesselt Jesse und erklärt ihm, dass er das Elixier bereits erhalten hätte: Genug um noch 70 Jahre zu leben. Anschließend zerstückelt er Jesse ohne ihn töten zu können und wirft die zerstückelten Überreste auf die Straße, wo sie gefunden und ins Krankenhaus gebracht werden.
Die Ärzte sind völlig ratlos. Obwohl er massiv Blut verliert, sind die Werte vollständig normal.
Als letztes hört man noch Evans mahnende Worte: Genug um noch 70 Jahre leben zu können. Eine Träne rinnt über Jesses verstümmeltes Gesicht.
Währenddessen glaubt Beth Julian immer noch kein Wort und so erzählt er ihr die nächste Story:

## Hintergrund
Jeff Burr, für den Die Nacht der Schreie die erste Regiearbeit in einem Spielfilm darstellt, trat schon früh an Vincent Price heran. Der akzeptierte die Rolle nach umfangreichen Änderungen des Drehbuches. Die Dreharbeiten sollten am 1. August 1985 beginnen, starteten aber erst am 22. April 1986 in Dalton, der Stadt in der Jeff Burr wohnte. Dort wurden die vier Segmente des Films in 24 Tagen gedreht, bis die Dreharbeiten wegen finanzieller Probleme eingestellt wurden. Die Rahmenhandlung wurde erst nach einem mehrere Monate dauernden Fundraising Anfang 1987 in Roger Cormans Studio in Santa Monica gedreht.
Der Film wurde im Mai 1987 bei den Internationalen Filmfestspielen von Cannes aufgeführt. In die US-amerikanischen Kinos kam er ab dem 4. September 1987, kurz nachdem er von From a Whisper to a Scream in The Offspring umbenannt worden war.

### Synchronisation
Die Nacht der Schreie wurde zunächst unter der Synchronregie von Hartmut Neugebauer synchronisiert. Für später ergänzte Szenen führte Gerd Naumann die Synchronregie nach einem Dialogbuch von Martin Schowanek. Abweichend von der Erstsynchronisation sprachen dabei Marko Bräutigam den Stanley Burnside und Ilka Teichmüller dessen Schwester Eileen.
| Rolle             | Schauspieler        | Synchronsprecher |
| ----------------- | ------------------- | ---------------- |
| Julian White      | Vincent Price       | Thomas Reiner    |
| Beth Chandler     | Susan Tyrrell       | Heidi Treutler   |
| Katherine White   | Martine Beswick     | Manuela Renard   |
| Gefängnisdirektor | Lawrence Tierney    | Manfred Erdmann  |
| Stanley Burnside  | Clu Gulager         | Klaus Höhne      |
| Eileen Burnside   | Miriam Byrd-Nethery | Eva Kinsky       |
| Grace Scott       | Megan McFarland     | Marion Hartmann  |
| Burt              | Terence Knox        | Ekkehardt Belle  |
| Harry Essex       | Bob Hannah          | Leon Rainer      |
| Jesse Hardwick    | Terry Kiser         | Tommi Piper      |
| Mary Hardwick     | Katherine Kaden     | Manuela Renard   |
| Jack McCoy        | Gene Witham         | Manfred Erdmann  |
| Felder Evans      | Harry Caesar        | Jochen Striebeck |
| Sgt. Gallen       | Cameron Mitchell    | Herbert Weicker  |

## Rezeption

### Kritiken
Das Lexikon des internationalen Films rät von dem Film ab. Er sei primitiv und miserabel gespielt, ein armseliges Machwerk. Leonard Maltin sah vier Geschichten, von denen es keine wert sei, ihr zuzuhören. Auch die Kritik in der Variety berichtet von vier mittelmäßigen Geschichten, die durch eine langweilige Rahmenhandlung verbunden seien, wobei die letzte Geschichte widerlich sei. Der Film sei Schund, und die Produktion so schlecht, dass die Schauspieler auf sich allein gestellt seien.
Dagegen kann der Motion Picture Guide dem Film Positives abgewinnen. Burrs erste Regiearbeit sei zwar sichtbar Low-Budget, trotzdem aber eine effektive Horroranthologie, die es schaffe, das Gefühl der Horrorklassiker der 1950er Jahre einzufangen. Mit Ausnahme von Vincent Price, der fehl am Platz wirke, seien die Darsteller beeindruckend. Alles in allem sei es mehr als ein durchschnittlicher Slasherfilm.

### Laufzeit und finanzieller Erfolg
Die Produktionskosten von Die Nacht der Schreie beliefen sich auf 1,1 Millionen US-Dollar. Obwohl es hieß, dass der Film nur wenige Tage im Kino lief, wurde im Dezember 1987 berichtet, dass er nach wie vor aufgeführt werde und bis dahin in den USA und Kanada 1.355.728 US-Dollar eingespielt habe.